# Godfrey Okoye University

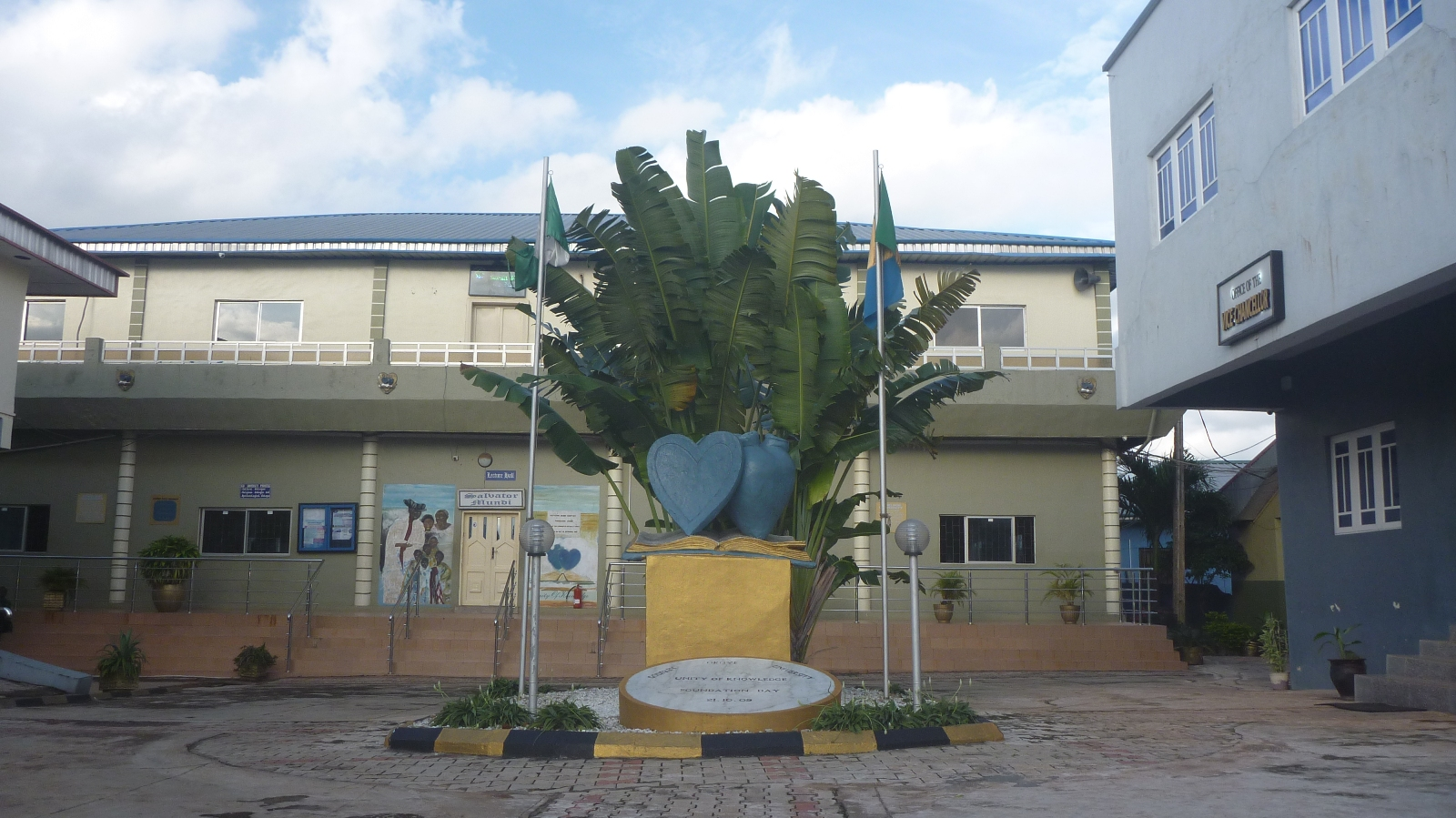
GOU-Campus Thinker’s Corner

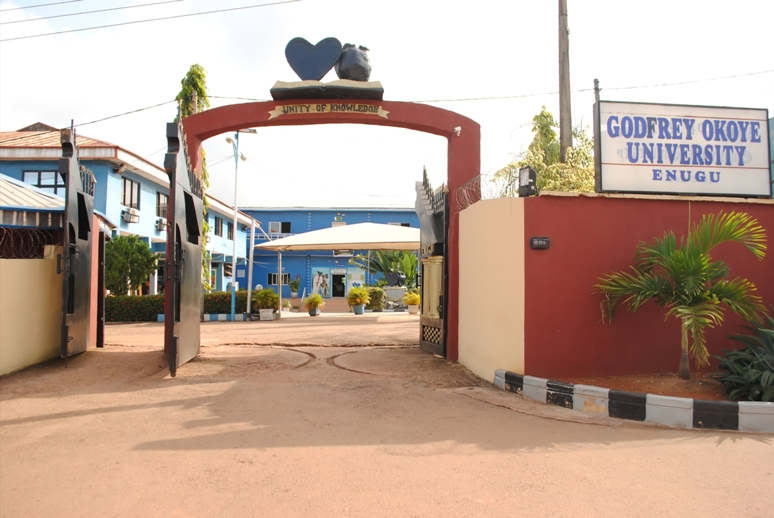
Haupteingang des Campus Thinker’s Corner

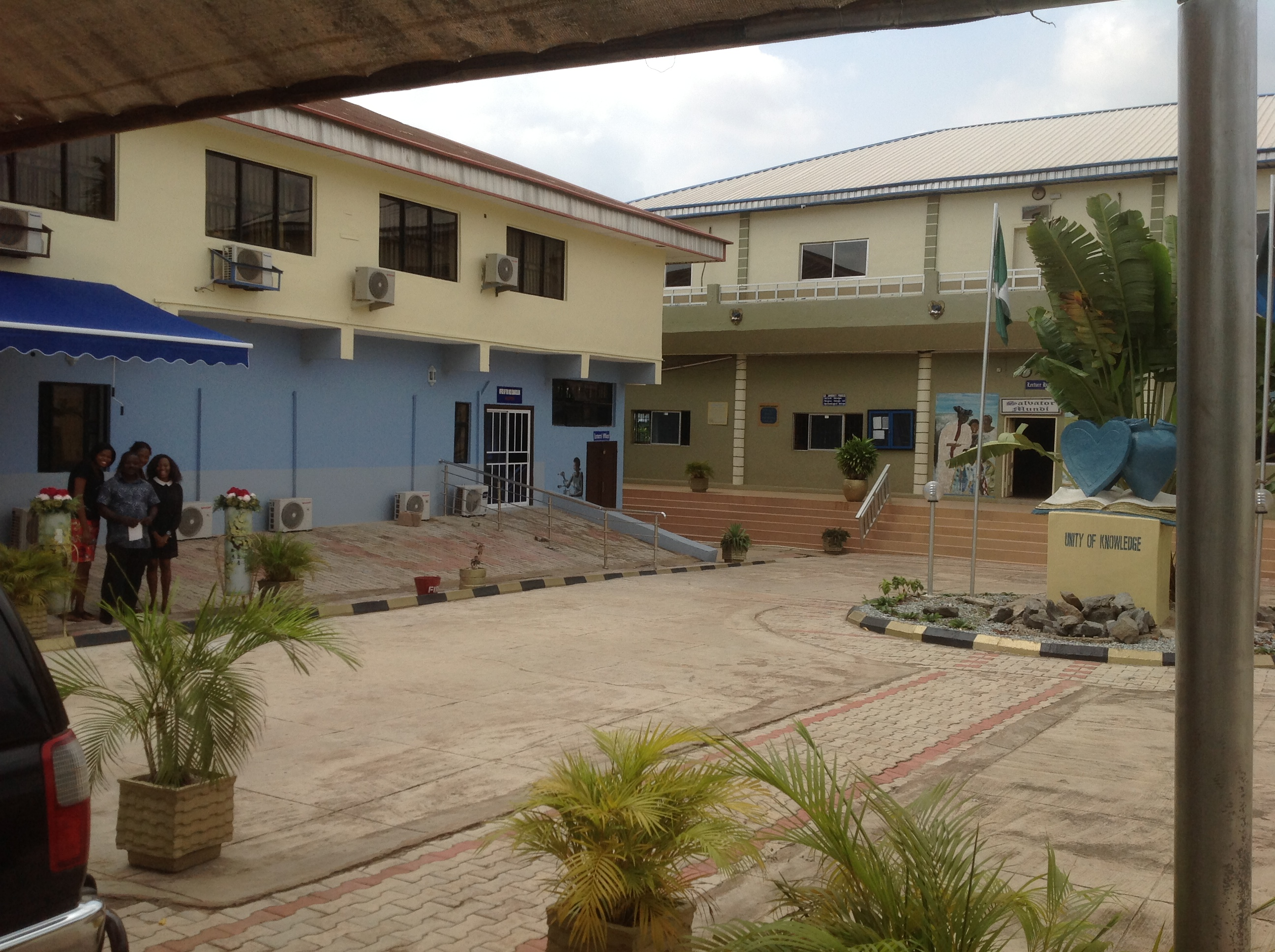
GOU Radio 106,9 MHz

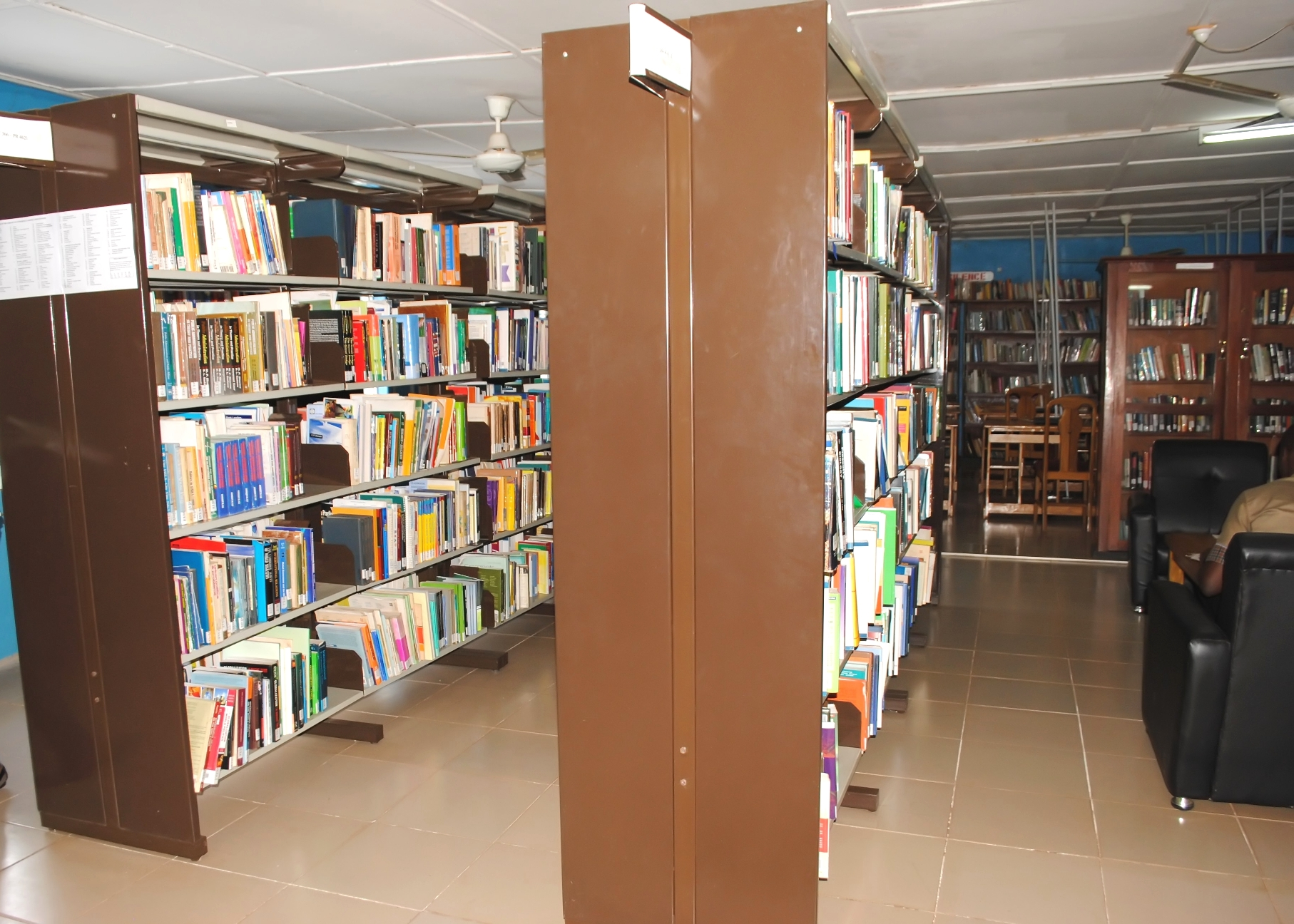
GOU-Bibliothek (Chief Nwobodo Library)

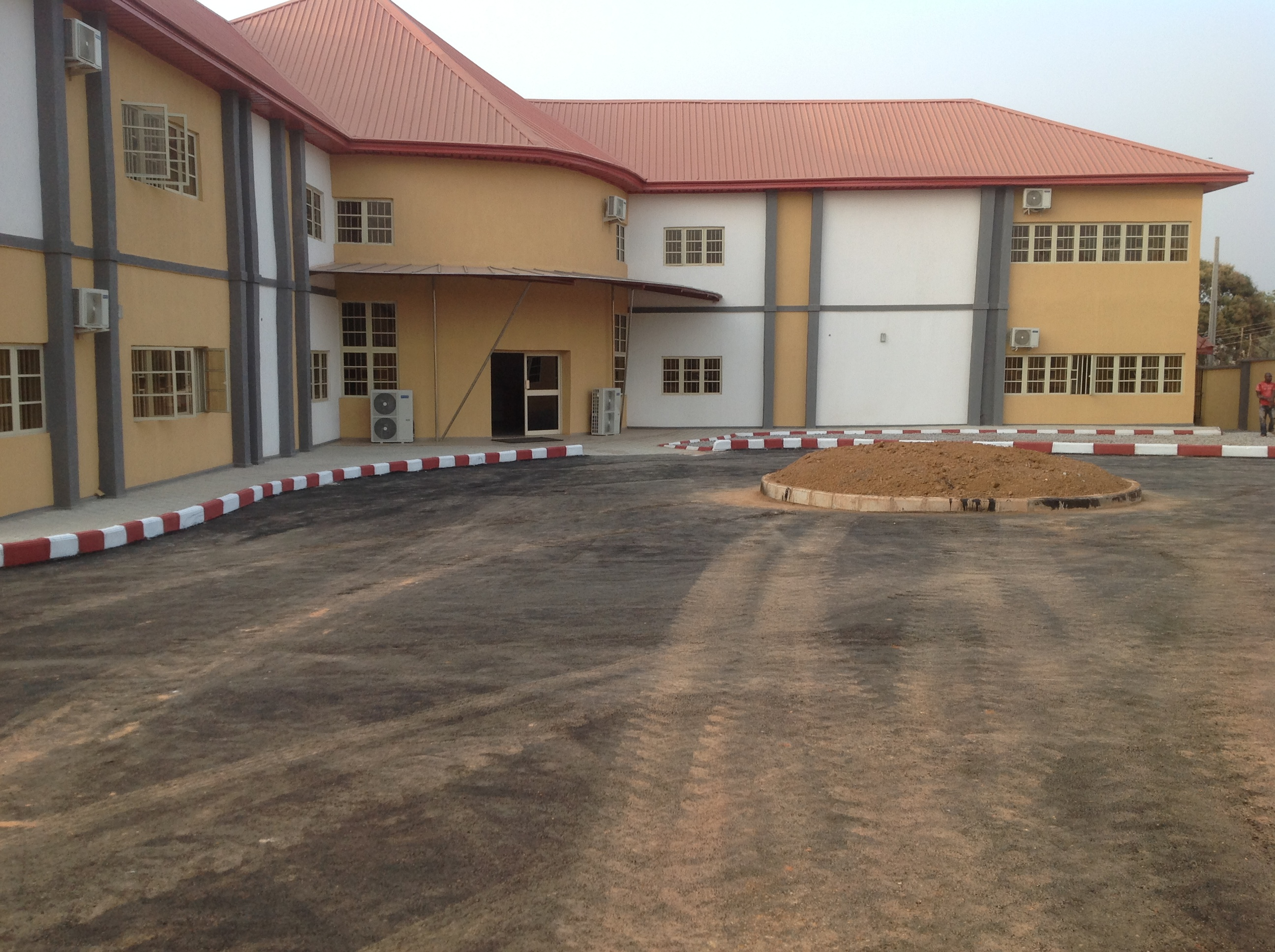
GOU-E-Library

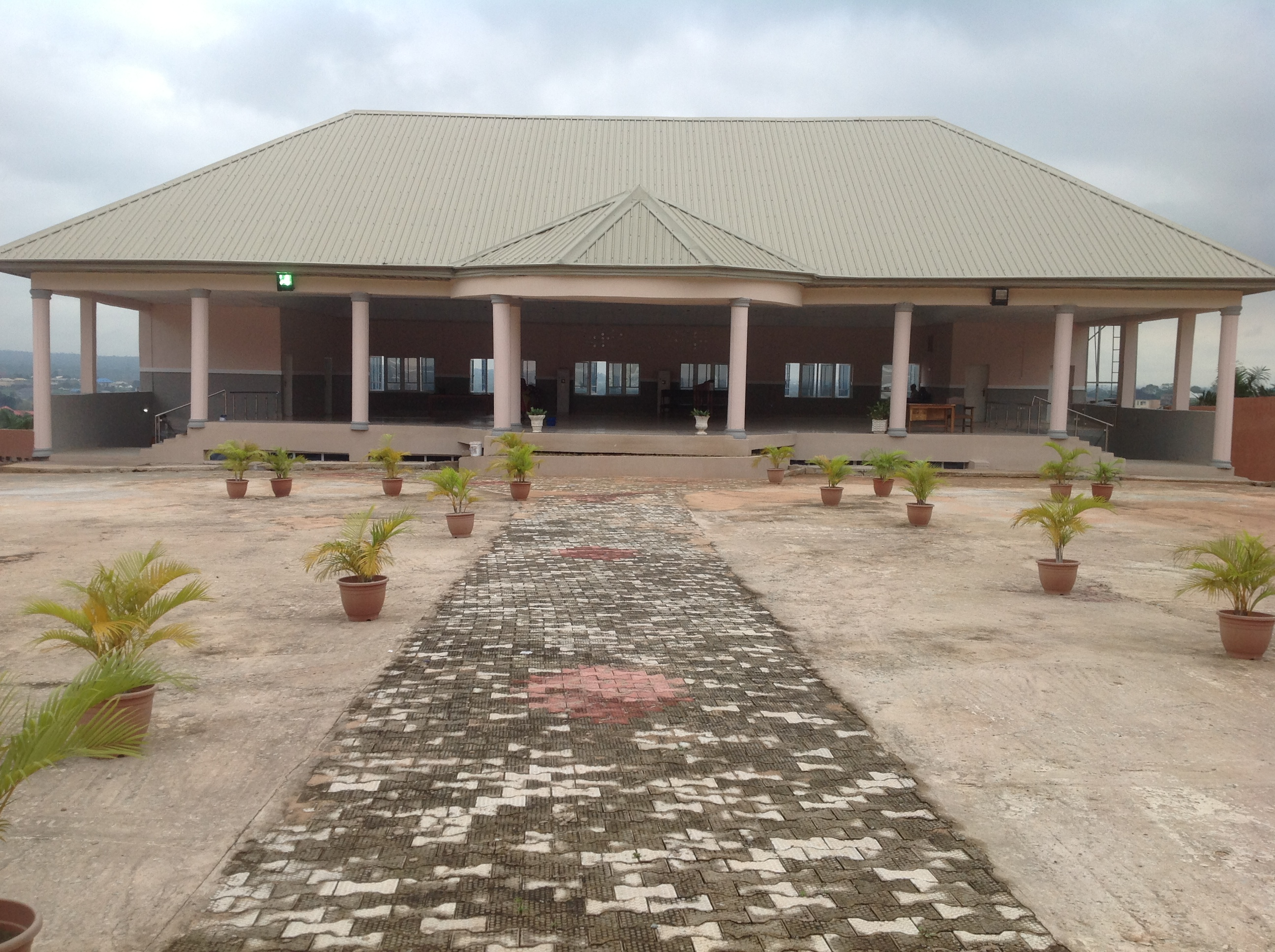
Convocation Arena der GOU

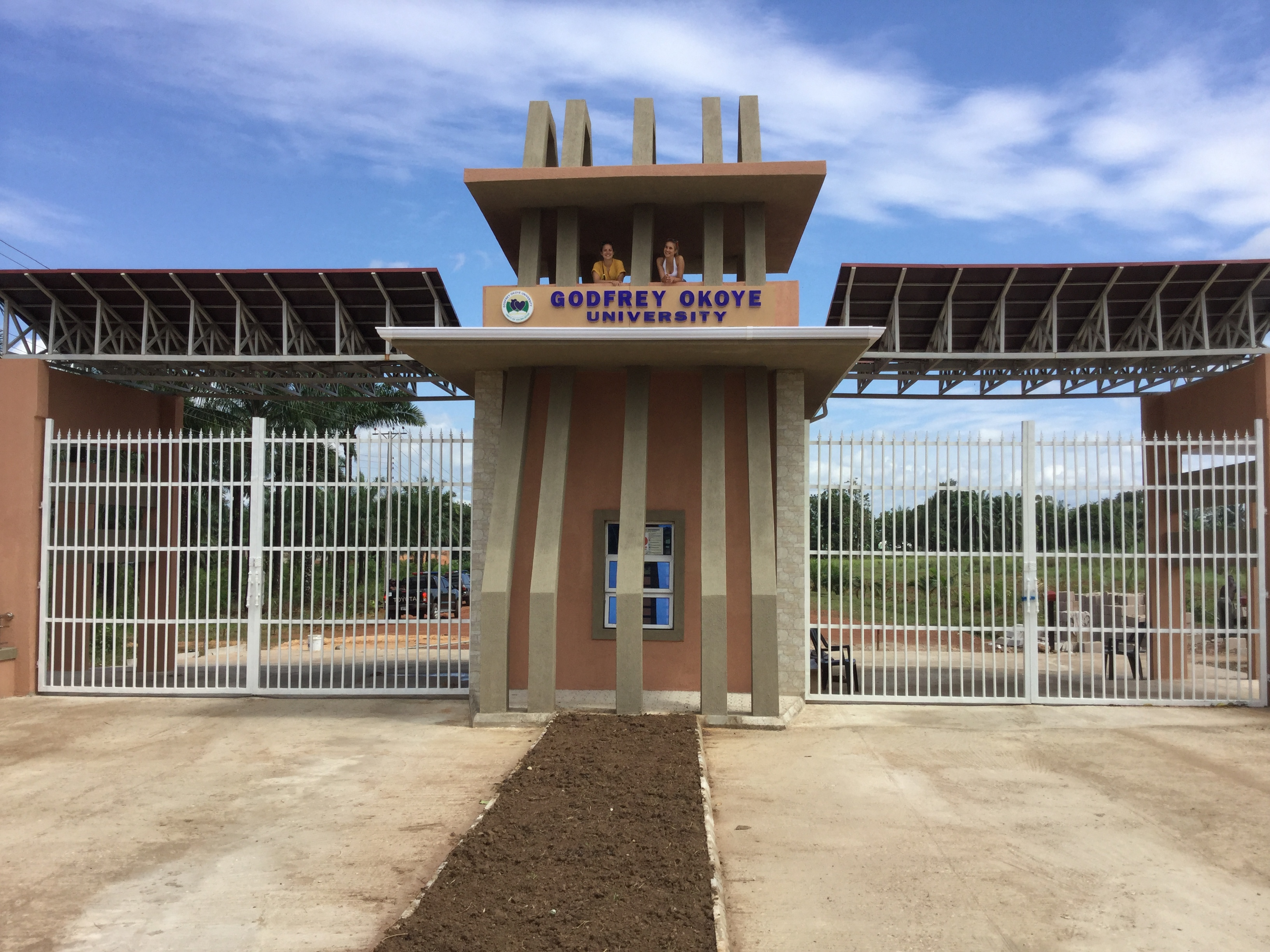
Tor zur Farm in Ugwuomo Nike

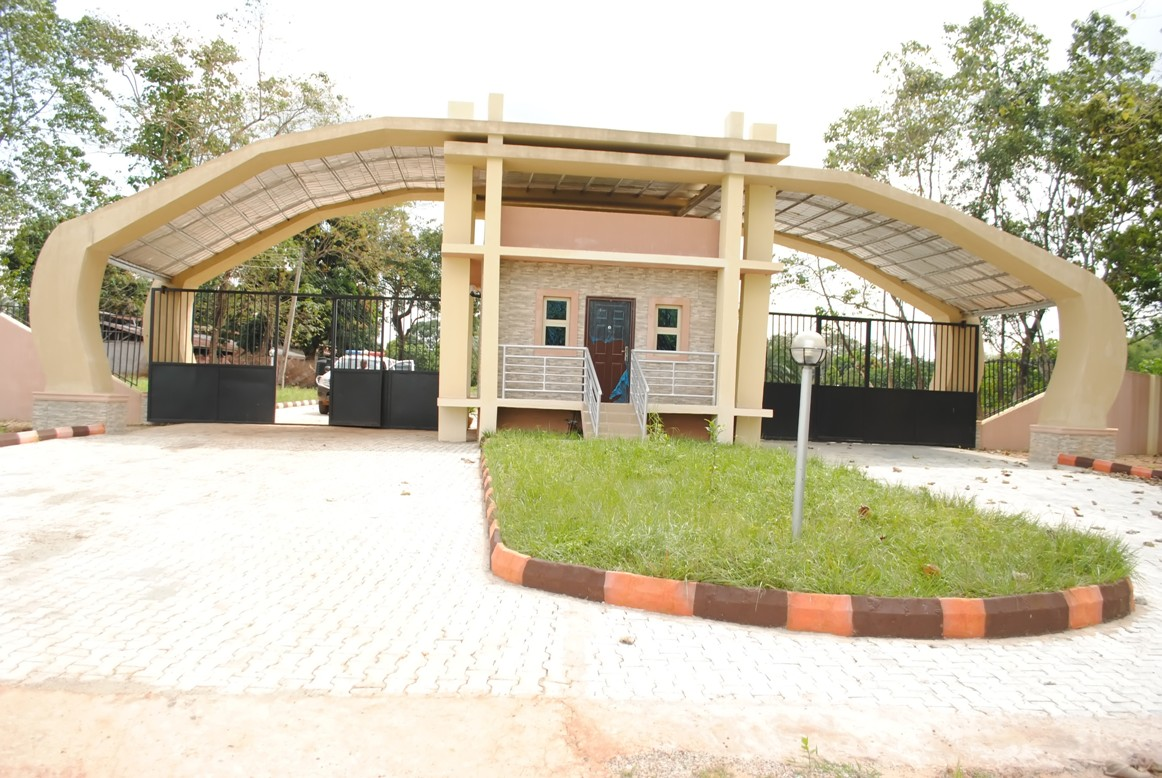
GOU-Haupttor zum Campus in Ugwuomo Nike

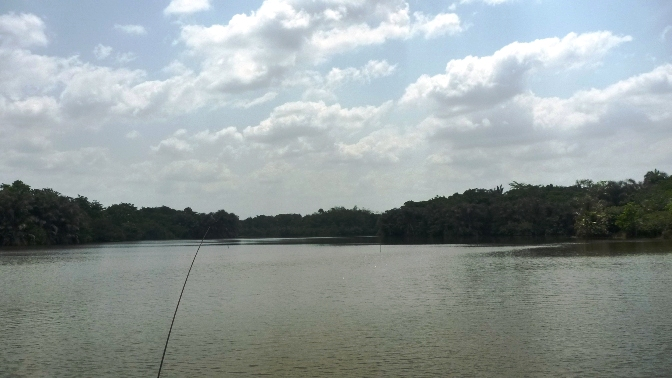
GOU: See auf dem Universitätsgelände in Ugwuomo Nike

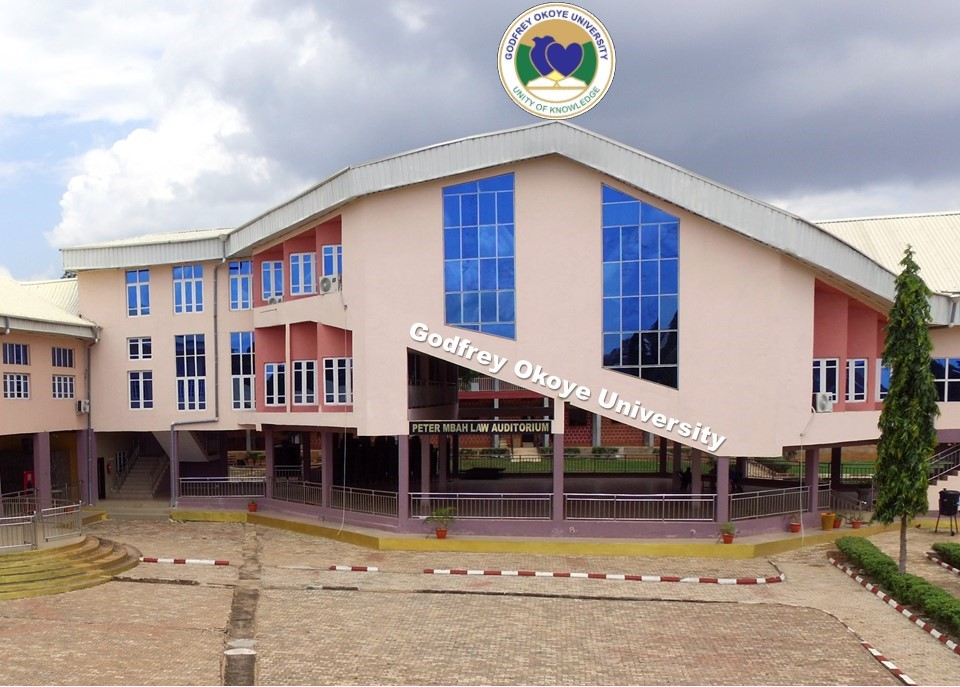
Godfrey Okoye University Campus in Thinkers Corner, Enugu

Die Godfrey Okoye University (GOU; deutsch: Godfrey-Okoye-Universität) ist eine private Universität in der nigerianischen Stadt Enugu. Sie wurde 2008 von dem römisch-katholischen Priester und Universitätsprofessor Christian Anieke gegründet und ist mit dem Bistum Enugu verbunden. Am 3. November 2009 wurde sie durch die Nationale Universitätskommission Nigerias (NUC) akkreditiert.

## Campus
Der Campus befindet sich im Thinker’s Corner in Enugu. Der neue Hauptcampus in Ugwuomo Nike außerhalb der Stadt befindet sich noch im Bau. Als Eröffnungsdatum wurde 2019 genannt. Dort befindet sich auch die Farm der Universität.

## Gründung
Die Universität wurde benannt nach Godfrey Okoye, dem zweiten Bischof des Bistums Enugu und Bildungskoordinator der katholischen Bischofskonferenz von Nigeria.
Die Universität begann nach der Gründung mit 215 Studenten, konnte 2011/2012 etwa 500 Studienplätze vergeben und hatte Ende 2012 über 1500 Studierende. Am 7. Dezember 2013 fand die erste Absolventenfeier der Godfrey Okoye Universität in der neuen Jonathan Ebele Goodluck Arena auf dem Campus in Thinker’s Corner statt. 100 Absolventen erhielten an diesem Tag den Bachelor-Grad.

## Strategische Ausrichtung
Die Philosophie
der Godfrey Okoye Universität basiert auf der Natur des Menschen als ein soziales und den Dialog suchendes Wesen. Somit versteht die Universität Bildung als dialogischen Prozess zur Aneignung und Weitergabe von Wissen.
Zur Vision der GOU gehören Absolventen mit außerordentlichem Lernvermögen, ausgeglichenem Charakter und einer Persönlichkeit, die konsequent erkenntnistheoretische Einheit anstrebt.
Die Ziele der Universität sind angelehnt an ihre Philosophie: qualitativ hochwertige Wissensvermittlung zur Persönlichkeitsbildung der Studenten, die einen religiösen, kulturellen und erkenntnistheoretischen Dialog fördert.

## Struktur
Grundsätzliche Entscheidungen in Forschung und Lehre sowie Entscheidungen, die die Universität in ihrer Gesamtheit betreffen, werden in der GOU vom Hochschulrat und vom Rektorat der Universität getroffen. Der Senat ist zuständig für Verfassungsänderungen sowie für die Änderung von Rahmenordnungen der Universität. Im Senat sitzen sowohl Professoren als auch wissenschaftliche und nicht-wissenschaftliche Mitarbeiter.

## Finanzen
Die Studiengebühren betragen 156.500 bis 169.000 Naira pro Semester (Stand: 2015/2016). Dies beinhaltet die Unterkunft in den Studentenwohnheimen, in denen Studenten und Studentinnen getrennt leben. Die Universität ist offen für Studenten aller Nationen mit jeglichem ethnischen und religiösen Hintergrund.
Die Universität finanziert sich durch die Semesterbeiträge und wird von der Diözese Enugu sowie Wohltätern aus Nigeria, den USA, Deutschland und Österreich unterstützt.

## Angebote für Studierende
Die Godfrey Okoye Universität bietet ihren Studierenden neben den Vorlesungen auch Freizeitangebote. So werden neben dem Nationalsport Fußball traditionelle Tänze und Musikgruppen gepflegt, aber auch HipHop und Theater. Täglich gibt es allgemeine Gebetszeiten, für die verschiedenen Religionen jeweils in eigenen Räumen.

## Bibliothek
Die Bibliothek der Universität unterstützt Lehrende und Studierenden dabei, sich in möglichst umfassender Weise sowohl über den aktuellen Wissensstand einer Disziplin als auch über die historische Entwicklung dieses Wissens informieren zu können. Sie versorgt die Studierenden, die Dozenten und ihre Assistenten mit Fachliteratur sowie mit klassischen Werken.
Dank einer Spende der Nationalen Agentur für die Entwicklung der Computertechnologien im Jahre 2013 besitzt die Bibliothek 15 Computer, einen Server, Drucker, Scanner und Internetverbindung via Satellit sowie Klimaanlage und Solarpanels und bietet den Studenten und Dozenten so den Zugriff zu mehr als 40.000 E-Books. Dabei spielen die gedruckten Medien immer noch eine wichtige Rolle bei den Nutzern der Bibliothek.
Ein Lesesaal ermöglicht den Nutzern den direkten Zugang zum vorhandenen Bibliotheksbestand, ein spezieller Zeitschriftenlesesaal, in dem aktuelle Hefte und Fachzeitschriften zu finden sind, bietet Zugang zu mehr als 6000 internationalen Journalen.
Die Bibliothekare bieten Unterstützung bei der Nutzung und der Recherche, aber auch Hilfe bei Kopieren und Drucken.
Jeder neue Student muss einen generellen Kurs zur Nutzung der Bibliothek besuchen, der auch die wissenschaftliche Recherche im Internet sowie rechtliche und ethische Grundlagen für die Nutzung von Informationstechnologien beinhaltet.

## Fakultäten und Studienfächer
Mit Stand 2024 gibt es fünf Fakultäten an der Universität: Management und Sozialwissenschaften, Natur- und Angewandte Wissenschaften, Jura, Medizin sowie Erziehungswissenschaften und Pädagogik.
| Management und Sozialwissenschaften | Natur- und Angewandte Wissenschaften                             | Erziehungswissenschaften und Pädagogik | Kunst und Literatur        | Jura | Medizin       |
| ----------------------------------- | ---------------------------------------------------------------- | -------------------------------------- | -------------------------- | ---- | ------------- |
| Bank- und Finanzwesen               | Biochemie                                                        | Biologie                               | Musik                      | Jura | Medizin       |
| Betriebswirtschaftswissenschaften   | Chemie                                                           | Business                               | Englische Literatur        |      | Krankenpflege |
| Internationale Beziehungen          | Biotechnologie                                                   | Chemie                                 | Internationale Beziehungen |      |               |
| Psychologie                         | Informatik                                                       | Wirtschaft                             | Philosophie                |      |               |
| Management                          | Physik                                                           | Englisch und Literatur                 |                            |      |               |
| Marketing                           | Industriedesign                                                  | Politikwissenschaften                  |                            |      |               |
| Massenkommunikation                 | Industriechemie                                                  | Mathematik                             |                            |      |               |
| Politikwissenschaften               | Architektur                                                      | Physik                                 |                            |      |               |
| Volkswirtschaftswissenschaften      | Mathematik                                                       | Politik                                |                            |      |               |
| Soziologie                          | Mikrobiologie                                                    | Soziologie                             |                            |      |               |
| Öffentliche Verwaltung              | Angewandte Biologie                                              | Computerwissenschaften                 |                            |      |               |
|                                     | Physik mit Schwerpunkt Elektronische Physik und Industrie Physik |                                        |                            |      |               |

## Fakultäten und Studienfächer Aufbaustudium
Mit Stand 2024 gibt es vier Fakultäten an der Universität mit Master-Programmen: Management und Sozialwissenschaften, Natur- und Angewandte Wissenschaften, Pädagogische Ausbildung sowie Kunst und Literatur.
| Management und Sozialwissenschaften                                          | Natur- und Angewandte Wissenschaften | Erziehungswissenschaften und Pädagogik | Kunst und Literatur    |
| ---------------------------------------------------------------------------- | ------------------------------------ | -------------------------------------- | ---------------------- |
| Rechnungswesen                                                               | Biotechnologie                       | Lehrplanentwicklung                    | Englisch und Literatur |
| Bank- und Finanzwesen                                                        | Informatik                           | Sprachentwicklung                      |                        |
| Wirtschaftswissenschaften                                                    | Mikrobiologie                        | Messdatenauswertung                    |                        |
| Internationale Beziehungen                                                   | Physik                               |                                        |                        |
| Psychologie: Angewandte Sozialpsychologie und klinische Psychologie          |                                      |                                        |                        |
| Management                                                                   |                                      |                                        |                        |
| Politikwissenschaften                                                        |                                      |                                        |                        |
| Öffentliche Verwaltung                                                       |                                      |                                        |                        |
| Soziologie                                                                   |                                      |                                        |                        |
| Betriebswissenschaften                                                       |                                      |                                        |                        |
| Massenkommunikation                                                          |                                      |                                        |                        |
| Religionspsychologie (Seelsorge- oder Religionsstudiengang)                  |                                      |                                        |                        |
| Psychologie (Wirtschaftswissenschaften) (Ingenieurwesen) (Forensik) (Medien) |                                      |                                        |                        |

## Fakultäten und Studienfächer PhD-Programme
Mit Stand 2024 gibt es vier Fakultäten an der Universität mit PhD-Programmen: Management und Sozialwissenschaften, Natur- und Angewandte Wissenschaften, Pädagogische Ausbildung sowie Kunst und Literatur.
| Management und Sozialwissenschaften | Natur- und Angewandte Wissenschaften | Erziehungswissenschaften und Pädagogik | Kunst und Literatur    |
| ----------------------------------- | ------------------------------------ | -------------------------------------- | ---------------------- |
| Management                          | Mikrobiologie                        | Mathematik                             | Englisch und Literatur |
| Politikwissenschaften               |                                      | Messdatenauswertung                    |                        |
|                                     |                                      | Curriculum Studies and Instruction     |                        |

Die Universität hat Partneruniversitäten und Kooperationen mit verschiedenen Institutionen im Ausland.